# Ute Wenzel
Ute Elisabeth Wenzel geb. Kitz (* 10. Mai 1942 in Frankfurt am Main) ist eine ehemalige deutsche Rollkunstläuferin und Trainerin. Sie errang sowohl als aktive Sportlerin wie auch als Trainerin Weltmeistertitel.

## Sportliche Erfolge
Wenzels sportlicher Werdegang im Rollkunstlaufen:
1951
- 1. PL. Hess. Landesmeisterschaft Neulinge

1952
- 1. PL. Hess. Landesmeisterschaft
- 1. PL. Junioren unter 12 Jahre

1953
- 1. PL. Hess. Landesmeisterschaft Junioren

1954
- 1. Meisterklasse Hess. Landesmeisterschaft
- 1. PL. Landesmeisterin
- 1. PL. Deutsche Seniorensiegerin in Berlin
- 2. PL. Deutsche Jugendmeisterschaft in Schweinfurt

1955
- 1. PL. Hess. Landesmeisterin, Deutsche Jugendmeisterin in Reutlingen
- 3. PL. Deutsche Meisterklasse Hannover

1956
- 1. PL. Hess. Landesmeisterin
- 3. PL. Deutsche Meisterklasse Nürnberg
- 5. PL. Weltmeisterschaft Barcelona

1957
- 1. PL. Hess. Landesmeisterin
- 2. PL. Deutsche Meisterklasse
- 3. PL. Europameisterschaft Bologna

1958
- 2. PL: Deutsche Meisterklasse St. Ingbert
- 3. PL. Weltmeisterschaft Bologna

1959
- Wechsel von dem FREC zur FTG Rödelheim
- 1. PL. Deutsche Meisterin Freiburg[1][2]
- 1. PL. Weltmeisterin Berlin[3]
- Fachprüfung zur Lehrbefähigung abgelegt

## Trainerkarriere
Trainererfolge:	Weltmeister (Christine Kreuzfeld 1969) Deutsche Meister sowie weitere Jugendmeister, Deutsche Meister im Gruppenlaufen, Landesmeister in allen Kategorien etc., 1978–1994 Kadertrainer im Landes-Leistungs-Zentrum

## Ehrungen
Ehrenmedaille in Gold für besondere sportliche Leistungen vom DRB;
Ehrenmedaille des Olympischen Komitees Georg von Opel

## Privatleben
Ute Wenzel ist verheiratet und hat einen Sohn.